# Lista de filmes de Bollywood (década de 1980)
Este anexo lista os filmes de Bollywood da década de 1980 (1980-1989).

## Top 15 (1980-1989)
Top 15 dos filmes de Bollywood da década de 1980:
| Cotação | Filme                | Ano  | Receita (Ind Rs) |
| ------- | -------------------- | ---- | ---------------- |
| 1.      | Kranti               | 1981 | Rs. 84,77,00,000 |
| 2.      | Maine Pyar Kiya      | 1989 | Rs. 66,92,00,000 |
| 3.      | Ram Teri Ganga Maili | 1985 | Rs. 62,55,00,000 |
| 4.      | Coolie               | 1983 | Rs. 61,03,00,000 |
| 5.      | Vidhaata             | 1982 | Rs. 60,28,00,000 |
| 6.      | Naseeb               | 1981 | Rs. 59,34,00,000 |
| 7.      | Meri Awaaz Suno      | 1981 | Rs. 55,10,00,000 |
| 8.      | Qurbani              | 1980 | Rs. 54,25,00,000 |
| 9.      | Mard                 | 1985 | Rs. 52,93,00,000 |
| 10.     | Laawaris             | 1981 | Rs. 50,86,00,000 |
| 11.     | Prem Rog             | 1982 | Rs. 48,98,00,000 |
| 12.     | Love Story           | 1981 | Rs. 48,84,00,000 |
| 13.     | Ram Lakhan           | 1989 | Rs. 47,17,00,000 |
| 14.     | Tezaab               | 1988 | Rs. 46,17,00,000 |
| 15.     | Betaab               | 1983 | Rs. 45,77,00,000 |